# Hara-Kiri
Hara-Kiri va ser una revista satírica francesa, creada el setembre del 1960. Hi van col·laborar els següents autors: Professeur Choron, Cabu, Delfeil de Ton, François Cavanna, Pierre Fournier, Chenz, Fuchs, Gébé, Melvin, Reiser, Topor, Georges Wolinski, Fred, Willem, Jean-Marie Gourio, Vuillemin, Kamagurka, Hugot, Berroyer i Gilles Nicoulaud. El 1969 se'n va editar una versió setmanal, anomenada Hara-Kiri Hebdo, que més tard esdivindria Charlie Hebdo.
També se'n va editar una versió espanyola del 1980 al 1994.

## L'edició espanyola
Va ser editada per editorial Amaika (Barcelona) a partir de 1980, publicant material amb una major càrrega eròtica que a El Papus. De periodicitat mensual, i amb material elaborat a l'Estat Espanyol, Amaika va finalitzar la seua publicació al número 49. En maig de 1986, la capçalera seria represa pel segell Iru (Barcelona), que publicaria poc més de 100 números fins a la dissolució de la revista en 1994.
| Aparició | Números | Títol                       | Autoria | Comentari |
| -------- | ------- | --------------------------- | ------- | --------- |
| 1980     | 1       | La saga del macho hispánico | Sappo   |           |